# Fairchild NC-123K
Le Fairchild NC-123K est un avion militaire de la guerre froide, conçu aux États-Unis par Fairchild. Il fut expérimenté au combat au Viêt Nam par l'United States Air Force. Par la suite, il fut rebaptisé AC-123K.

### Développement lié
- Fairchild C-123 Provider

### Aéronefs comparables
- Douglas AC-47 Spooky
- Fairchild AC-119 Shadow et Stinger
- Lockheed AC-130 Spectre
- Lockheed AP-2H Neptune